# Таваскаинен
Та́васкаинен (фин. Tavaskainen) — озеро на территории Лоймольского сельского поселения Суоярвского района Республики Карелия.

## Общие сведения
Площадь озера — 0,6 км². Располагается на высоте 169,9 метров над уровнем моря.
Форма озера лопастная, продолговатая: вытянуто с северо-запада на юго-восток. Берега каменисто-песчаные, местами заболоченные.
Поверхностных стоков озеро не имеет.
Населённые пункты возле озера отсутствуют. Ближайший — посёлок Лоймола — расположен в 14 км к югу от озера.
Код объекта в государственном водном реестре — 01040300211102000014138.